# دامودره (آماسیه)
دامودره (به ترکی استانبولی: Damudere) یک منطقهٔ مسکونی در ترکیه است که در آماسیه واقع شده‌است.